# Thereutis noxia
Thereutis noxia är en fjärilsart som beskrevs av Edward Meyrick 1921. Thereutis noxia ingår i släktet Thereutis och familjen bronsmalar. Inga underarter finns listade i Catalogue of Life.